# Róbert Gátai
Róbert Gátai (Budapest, 26 de mayo de 1964) es un deportista húngaro que compitió en esgrima, especialista en la modalidad de florete.
Participó en dos Juegos Olímpicos de Verano en los años 1988 y 1992, obteniendo una medalla de bronce en Seúl 1988 en la prueba por equipos. Ganó una medalla de bronce en el Campeonato Mundial de Esgrima de 1987.

## Palmarés internacional
| Juegos Olímpicos   | Juegos Olímpicos     | Juegos Olímpicos  | Juegos Olímpicos    |
| Año                | Lugar                | Medalla           | Prueba              |
| ------------------ | -------------------- | ----------------- | ------------------- |
| 1988               | Seúl (Corea del Sur) | Medalla de bronce | Florete por equipos |
| Campeonato Mundial |                      |                   |                     |
| Año                | Lugar                | Medalla           | Prueba              |
| 1987               | Lausana (Suiza)      | Medalla de bronce | Florete por equipos |